# Ramón María Narváez

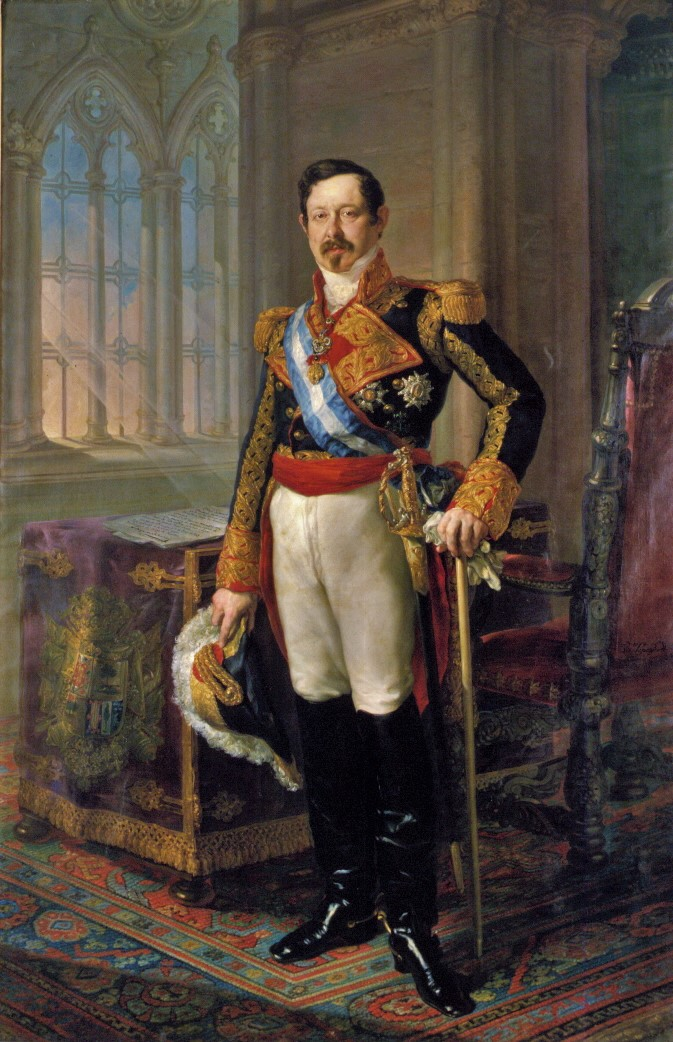
Ramón María Narváez, hertig av Valencia.

Manuel Ramón María Narváez y Campos, hertig av Valencia, född den 4 augusti 1800 i Andalusien, död den 23 april 1868 i Madrid, var en spansk krigare och statsman.
Narváez utmärkte sig 1836 mot carlisterna och blev 1838 generalkapten i Gamla Kastilien, men drog sig tillbaka samma år, då han av Espartero med skäl behandlades som rival om makten. Efter tidigare misslyckade resningsförsök tågade Narváez 1843 från Valencia mot Madrid och inryckte där den 24 juli, sedan regeringstrupperna gått över på hans sida. I slutet av året tog Narváez meningsfränder, "moderados", styrelsen i sina händer, och i maj 1844 blev han själv ministerpresident. Samma år utnämndes han till generalkapten över armén och 1845 till förste grand av Spanien, med titeln hertig av Valencia. 
En kraftig militärdespotism trädde genom honom i stället för den nästföregående tidens upplösningstillstånd, men tillika började en revision av författningen i reaktionär anda. Till följd av sin härsklystnad stötte Narváez sig dock snart med sina kolleger och måste i februari 1846 avgå från sin post. Han intog den åter 16 mars–4 april samma år, 5 oktober 1847–januari 1851, 12 oktober 1856–oktober 1857, september 1864–juni 1865 och slutligen från juli 1866 till sin död, som bortryckte honom mitt under hans bemödanden att trygga Isabella II:s vacklande tron.